# Il mio stile
Il mio stile è il quarto album in studio da solista del cantautore Mauro Ermanno Giovanardi, pubblicato nell'aprile 2015 e premiato con la Targa Tenco come miglior album dell'anno.

## Il disco
Il disco è frutto della collaborazione dell'ex cantante dei La Crus con Leziero Rescigno e Roberto Vernetti. È presente la cover de Il tuo stile di Léo Ferré, da cui è stata anche trovata ispirazione per il titolo.
Ai testi hanno collaborato anche Cheope, Gianmaria Testa, Giuseppe Anastasi e Niccolò Agliardi.
Il disco è stato anticipato dal singolo Quando suono.

## Tracce
1. Sono come mi vedi – 3:39
2. Se c'è un Dio – 3:26
3. Tre volte – 4:06
4. Su una lama – 3:45
5. Il tuo stile – 3:11
6. Aspetta un attimo – 3:14
7. Quando suono – 3:47
8. Più notte di così – 3:33
9. Nel centro di Milano – 4:59
10. Come esistere anch'io – 3:35
11. Anche senza parlare – 3:39

## Formazione
- Mauro Ermanno Giovanardi - voce, cori
- Leziero Rescigno - batteria, pianoforte, sintetizzatore, solina, mellotron, cembalo, organo Hammond
- Marco Carusino - chitarra acustica, cori, chitarra elettrica, slide guitar, basso
- Matteo Curallo - pianoforte, cori
- Luca Guidi - chitarra acustica
- Daniela Savoldi - violoncello
- Davide Ghidoni - tromba
- Massimo Zanotti - trombone
- Gabriele Bolognesi - sax
- Barbara Cavalieri, Lele Battista, Sherrita Duran, Paul Rosette, Silvio Pozzoli - cori